# Asterosporium asterospermum
Asterosporium asterospermum är en svampart som först beskrevs av Christiaan Hendrik Persoon, och fick sitt nu gällande namn av S. Hughes 1958. Asterosporium asterospermum ingår i släktet Asterosporium, divisionen sporsäcksvampar och riket svampar.  Arten är reproducerande i Sverige. Inga underarter finns listade i Catalogue of Life.